# 겟 오버 잇
《겟 오버 잇》(영어: Get Over It)은 미국에서 제작된 토미 오헤이버 감독의 2001년 십대 코미디 영화이다. 커스틴 던스트 등이 출연하였고, 마이클 번스 등이 제작에 참여하였다.

## 출연
- 커스틴 던스트 - 켈리 우즈 역
- 벤 포스터 - 버크 랜더스 역
- 멀리사 세이지밀러 - 앨리슨 매캘리스터 역
- 시스코 - 데니스 월리스 역
- 셰인 웨스트 - 벤틀리 "스트라이커" 스크럼펠드 역
- 콜린 행크스 - 필릭스 우즈 역
- 스우시 커츠 - 베벌리 랜더스 역
- 에드 베글리 주니어 - 프랭크 랜더스 역
- 조이 살다나 - 매기 역
- 밀라 쿠니스 - 베이슨 역
- 카먼 일렉트라 - 모이라 역
- 도브 티펀백 - 리틀 스티브 역
- 비타민 C - 본인 역
- 마틴 쇼트 - 데즈먼드 포러스트 오츠 역

## 기타 제작진
- 공동 제작: 리처드 헐, 리애나 크릴, 루이즈 로즈너
- 배역: 킴 데이비스와그너, 저스틴 배들리
- 미술: 로빈 스탠더퍼
- 의상: 메리 제인 포트
- 음악 감독: 엘리엇 루리, 랜디 스펜드러브

## 우리말 녹음
SBS 성우진 (2007년 2월 4일)
- 은영선 - 켈리 우즈 (커스틴 던스트)
- 윤세웅 - 버크 랜더스 (벤 포스터)
- 조예신 - 앨리슨 매캘리스터 (멀리사 세이지밀러)
- 한호웅 - 포러스트 (마틴 쇼트)
- 이상범 - 벤틀리 "스트라이커" 스크럼펠드 (셰인 웨스트)
- 엄상현 - 필릭스 우즈 (콜린 행크스)
- 이진화 - 베벌리 랜더스 (스우시 커츠)
- 사성웅 - 데니스 월리스 (시스코)
- 오길경 - 도라 린 (카일리 백스)